# Décès en 1025
Décès
- 1021
- 1022
- 1023
- 1024
- 1025
- 1026
- 1027
- 1028
- 1029

Cette page dresse une liste de personnalités mortes au cours de l'année 1025 :
- 21 avril : Durand (prince-évêque) de Liège.
- 17 juin : Boleslas Ier le Vaillant, roi de Pologne.
- 20 août : Burchard de Worms, évêque de Worms.
- 17 septembre : Hugues, fils aîné de Robert II le Pieux[1].
- décembre : Eustathe de Constantinople, patriarche de Constantinople.
- 28 septembre : Louis Ier de Chiny, comte de Chiny et de Verdun.
- novembre : Muhammad III, calife omeyyade de Cordoue.
- novembre : Mathilde de Germanie, comtesse palatine de Lotharingie.
- 15 décembre : Basile II le Bulgaroctone, empereur byzantin.

- Abdel al Jabbar Ibn Ahmad, théologien musulman.
- Basile II le Bulgaroctone, empereur byzantin.
- Fujiwara no Seishi, consort de  l'empereur Sanjō du Japon.
- Hugues Ier (évêque de Coutances)
- Hugues de France, roi-associé de France.
- Koshikibu no Naishi, poétesse et dame d'honneur japonaise.
- Leif Erikson, explorateur islandais.
- Mucharrif ad-Dawla Hasan, émir bouyide d'Irak et du Fars.
- Vạn Hạnh (en), moine vietnamien.
- Wang Qinruo (en), Premier ministre de Chine.
- Watanabe no Tsuna, samouraï.

## Crédit d'auteurs
- Cet article est partiellement ou en totalité issu de l'article intitulé « 1025 » (voir la liste des auteurs).